# Список персонажей Dragon Age
Список персонажей вымышленной вселенной Dragon Age.

## Dragon Age: Origins

### Основные спутники главного героя

#### Алистер Тейрин
Алистер — самый молодой Серый страж в ордене. Он оптимист и шутник. В жилах этого Серого стража также течёт королевская кровь, поскольку Алистер является внебрачным сыном покойного короля Мэрика. Но, даже зная это, он не хочет становиться королём. В детстве был отдан в храм, после чего стал храмовником, но Дункан вовремя забрал юношу, прямо перед тем, как Алистер произнесёт обет храмовника, видя его нежелание становиться служителем церкви. Тем не менее, у бывшего храмовника остались предубеждения против магов. При этом Алистер обожает всяческие амулеты, талисманы и прочие «магические» предметы.
Алистер добр, любит посплетничать, ценит людей за хорошие поступки, но не терпит зло. Он весельчак, но в то же время часто «распускает нюни» вспоминая о смерти Дункана и о тяжёлом детстве. С другими членами отряда, за исключением Морриган, в основном ладит, хоть те часто и подтрунивают над его наивностью и неопытностью.
У Алистера есть сводная сестра Голданна. Она живёт в торговом квартале Денерима, рядом с мастерской кузнеца Вейда. Когда Алистер и Серый Страж придут к ней, она не особо радушно их примет, после чего расстроенный Алистер, вместе с Серым Стражем, выйдут на улицу. Тейрин в очередной раз пожалуется Серому Стражу. Если упрекнуть Алистера и сказать ему, что жизнь — не сказка, характер Алистера станет более твёрдым. Он станет более решительным, жестким и будет более терпимо относиться к идее о его коронации.
Принимается в ваш отряд уже при Остагаре. Уйдёт от Вас, если вы сохраните жизнь Логэйну Мак Тиру, либо став королём, либо покинув Серых Стражей.
В книге-приквеле «Зов» представлена теория что Алистер является сыном эльфийки-мага, которая была Серым Стражем, и с которой переспал король Мэрик во время событий в книге. В конце книги, она представляет ему младенца-человека, утверждая что ребёнок человека и эльфа всегда является полнокровным человеком. Возможно, это и есть Алистер.
Во второй и третьей части, Алистер появится, если остался жив после событий первой части. Появления также зависит от событий первой игры. Он может появиться королём, Серым Стражем или пьяницей в таверне «Висельник».
Является возможным любовным интересом Серого Стража-женщины. Также, если выбрана предыстория знатного человека, есть возможность править вместе с Алистером как король и королева.

#### Морриган
У Морриган достаточно сложный характер. Она ставит цель выше средств и всюду ищет личную выгоду: например, в миссии, где игроку предстоит выбирать между армией големов и огромными потерями жизней, или же уничтожение кузни, при недостаточном убеждении она встает на сторону Бранки, но не бьётся бок о бок с вами. Морриган - жёсткий и целеустремленный человек, её жизненное кредо: «выживает сильнейший», - однако при этом она не является сторонницей бессмысленных убийств.
Морриган очень плохо разбирается в человеческой психологии. Так, не понимая такого чувства как любовь, она очень удивлена тем, что у неё появляется друг — Серый Страж. Она также тепло принимает подарки и говорит, что ей их никогда не делали. Особенно ценит предметы, которые подчёркивают её красоту.
Морриган — дочь Флемет, легендарной ведьмы из диких земель Коркари. Она держится вдалеке от мира и лишь изредка выходит из леса, поэтому у неё никогда не было друзей, а компания одной лишь матери способствовала формированию его сложного характера.
Перед финальной битвой она предложит Стражу способ сразить Архидемона и при этом выжить (не зависимо от уровня отношения). Нужно лишь переспать с ней в ночь перед битвой с Архидемоном. Если Страж — женщина (или у мужчины нет желания делать это самому), нужно будет уговорить Алистера (или Логейна, если он выжил) переспать с Морриган. 
Является возможным любовным интересом для Серого Стража-мужчины.
Появляется в третьей части как советница императрицы Орлея. Там же, если был выполнен тёмный ритуал, появляется ее сын Киран. Несмотря на изначальный замысел зачать ребенка для сохранения души Древнего Бога, Морриган по-настоящему полюбила мальчика, что отразилось на ее характере.

#### Лелиана
Раньше была бардом в Орлее и по совместительству шпионом и наёмной убийцей, но после предательства своей близкой подруги и наставницы (возможно, даже любовницы) Маржолайн перебралась в Лотерингскую церковь. Помогает игроку, объясняя это тем, что «ей дал знак сам Создатель». С Лелианой в команде у вас всегда будут отличные отношения с церковью, например, увидев Лелиану, преподобная мать может сразу, без лишних вопросов, отдать вам Стэна.
Мать Лелианы родом из Ферелдена, поэтому несмотря на жизнь проведённую в Орлее, она считает себя ферелденкой. Её мать была служанкой богатой дамы по имени Сесиль, которая и привезла их в Орлей. Лелиана рано стала сиротой, но осталась под опекой леди Сесиль, которая вырастила её, дала образование, в основном состоящее из пения и танцев. Позже она попала под влияние Маржолайн — орлесианского барда. Так Лелиана освоила мастерство боя и шпионажа. Во время одного из заданий она узнала, что Маржолайн продаёт сведения об Орлее Тевинтеру и Антиве. Опасаясь за жизнь подруги, Лелиана отдала ей порочащие её документы. Но вскоре за самой Лелианой пришли стражники и обвинили в предательстве, ссылаясь на те самые документы, которые Маржолайн переделала, вписав вместо своего имени имя Лелианы. Лелиану посадили в тюрьму, где она подверглась пыткам. Но она смогла спастись и бежать в Ферелден. Там она стала послушницей Лотерингской церкви. Увидев сон о наступающей тьме и цветение уже засохшего куста розы, она приняла это за знамение свыше и предложила свои услуги Серым Стражам. Церковь смягчила ее характер, но не лишила навыков боя. Впоследствии ей снова пришлось столкнуться с Маржолайн и уже окончательно решить их конфликт.
Лелиана очень набожная и добросердечная девушка, которая желает помогать страждущим. До присоединения к церкви вела довольно разгульный образ жизни, наслаждаясь занятием барда. Любит подарки, связанные с церковью или напоминающие ей об Орлее. 
Является любовным интересом как мужского, так и женского персонажа.
Во второй части игры она возвращается в Орлей и становится Искателем истины, держа ответ лишь перед самой Верховной Жрицей (личность аналогичная Папе Римскому). Хоук может встретиться с ней в Киркволле, куда она прибывает, чтобы предупредить Преподобную мать Эльтину о возможной опасности из-за грядущего конфликта между магами и храмовниками. В конце игры оказывается, что она является напарницей Кассандры Пентагаст и ищет, куда пропали Защитник Киркволла и Герой Ферелдена (если Страж выжил).
В третьей части, Лелиана присоединяется к Инквизиции и становится её агентом. В одной из концовок может стать новой Верховной Жрицей. Тогда Лелиана возьмёт церковное имя Виктория и проведет ряд реформ, позволяющие представителям всех рас служить в церкви.

#### Огрен Кондрат
Рыжеволосый и бородатый гном-берсерк, который раньше был в касте воинов. После ухода своей жены, Бранки, которая отправилась на поиски Наковальни Пустоты, напившись, убивает другого воина. Тейг Орзамар, а также Алмазные Залы, запрещают ему носить с собой оружие. А ведь это наказание — величайший позор для искусного воина.
Очень любит алкоголь любого вида, из-за чего часто в ходе общения или боя находится в нетрезвом состоянии.
Огрен старается поддерживать имидж «воина-скалы», бесчувственного и безэмоционального. Однако у него это не очень получается: так, скупую слезу он объясняет тем, что «пчела укусила», а когда хотел просить у Стража помощи, долго не мог подобрать слова.
Огрен всегда рад выпить в компании, но и просто забота и беспокойство о нём вызывают в нём радость и симпатию к Стражу. Однако, прямыми словами он никогда это не высказывает.
Огрен — умелый воин, берсерк. Как он сам объяснил, берсерки это воины, которые копят ярость и выпускают её во время боя, чтобы покромсать ближайших врагов. Он может обучить этому Стража (если он воин), Алистера или Стэна.
После битвы с Архидемоном Огрену предложат место генерала в армии людей. Впрочем, Огрен остался самим собой и поспорил с банном Теганном о том, что выпьет бочонок рассола.
В "Dragon Age Origins: Awakening" Огрен появляется во время обороны Башни Бдения от порождения тьмы. Если Серый Страж импортирован из оригинальной игры, то Огрен с радостью поприветствует старого друга. Позже он легко переносит обряд посвящения и становится Серым Стражем. Он помогает игроку на протяжении всей игры.
У Огрена есть жена и ребенок, от которых он сбежал, чтобы стать Серым Стражем.
Впоследствии, Огрен может стать одним из лучших Серых Стражей в Ферелдене.

#### Стэн
Воин из расы косситов, следующий религии Кун (кунари), который приплыл на кораблях со своим отрядом с особой миссией. Позже, остановившись на озере Каленхад, весь его отряд убивают порождения тьмы, а его меч, который был сделан специально под его руку в самом Бересааде похищает мародёр. Позже его находят фермеры из Лотеринга, но он, в безумии, узнав о том, что его меч пропал убивает семью. Преподобная мать заключила его в клетку на улице без еды и воды, оставив на произвол судьбы.
Серый Страж выпускает Стэна (кстати говоря, это не имя, а звание в войске кунари), и он присоединяется к нему (хотя его можно просто выгнать). Стэн владеет двуручным оружием, хотя свой «родной» меч — оружие, выкованное из редкой голубой стали только под его руку — он потерял во время битвы на озере Каленхад. Если Серый Страж найдёт меч, Стэн будет ему вечно благодарен.
Несмотря на грозный вид, Стэн не обделён мудростью и состраданием. Так Лелиана может заметить, как тот играет с котёнком или собирает цветы, что сам кунари не признает. Время от времени Стэн будет делиться собственными наблюдениями о Ферелдене, а также рассказывать о народе кунари. 

#### Винн
Винн — одна из величайших-магов целителей, которая могла бы стать Первым Чародеем, но отказалась. Эта волшебница предпочла помогать Серым Стражам, поэтому, она также присутствовала при Остагаре и видела предательство Логэйна. Может уйти от Вас, но предварительно напав, если она узнает что Вы — маг крови (если вы таковым будете являться). Если вы оскверните прах Андрасте — она тоже уйдет.
У Винн был ученик, эльф по имени Анейрин. Винн упомянёт о нём в разговоре, после чего Серый Страж может пообещать ей поискать его. Анейрин стал целителем и ушёл к долийцам. Впрочем, он не живёт у них в лагере, а предпочитает бродить по лесу. Если найти Анейрина и привести к нему Винн, она будет безмерно благодарна Серому Стражу.
«Внутри» у Винн, если можно так сказать, сидит добрый дух из Тени (возможно, олицетворяющий Веру). Он вселился в неё во время сражения с демоном, когда она защищала детей и студентов. Винн проиграла сражение и умерла, но после воскресла и уничтожила демона. По мере путешествий, способности духа будут усиливаться. Однако же, Винн признается, что дух слабеет и скоро уйдёт от неё, и тогда она умрёт.
Винн ценит добрые, правильные поступки, но презирает свободолюбивых магов-отступников, не терпит малефикаров (магов крови), поскольку считает их магами, творящих зло, а не добро.
Появляется в небольшой роли во время прохождения "Dragon Age Origins: Awakening". Также является одним из главных героев в книге "Dragon Age: Маска призрака", действия которой разворачиваются после Dragon Age II.

#### Зевран Аранай
Зевран — эльф, сын проститутки и лесоруба. После смерти матери его растили в борделе, а после его купили Антиванские Вороны — лучшие убийцы в Антиве и, возможно, во всём Тедасе.
Прошлое Зеврана достаточно туманно, и он не очень хочет о нём рассказывать. Единственное, что о нём первоначально известно — это то, что он вырос в Антиве, воспитан сначала проститутками, а затем Воронами, стал одним из лучших убийц и его нанял Логейн с помощью Хоу, чтобы убить Серого Стража.
У Зеврана очень неоднозначный характер. С одной стороны, он насмехается над собой и над всей общественностью, но с другой стороны обижается, когда его упрекают в чём-либо.
Зевран хладнокровен в сражении. Обучавшийся в гильдии Антиванских убийц «Антиванские Вороны», Зевран вытерпел множество издевательств, прошёл «естественный отбор» и стал лучшим из лучших. Он понял, что для достижения основной задачи — убийства — хорошо всё, поэтому в сражении использует «грязные» приёмы, яды и даже бомбы.
Зевран очень ироничен, хотя его ирония часто переходит в злобный чёрный юмор.
Мать Зеврана была долийкой, поэтому он достаточно хорошо отзывается об этом народе и очень огорчится, если Серый Страж уничтожит эльфов в Бресилианском лесу. Возможный романтический интерес как для женщины, так и для мужчины.
Зевран очень ностальгирует по своей родине — Антиве. Он часто вспоминает бордель, в котором рос, и запах антиванской кожи.
В Dragon Age II Изабелла вспоминает о нём, так как это он убил её мужа кинжалом в голову. Зеврана можно встретить во второй части. Бывший убийца продолжает скрываться от Антиванских Воронов в Вольной Марке. Также появляется во время прохождения одного из дополнительных квестов в 3 акте.

#### Шейла
Голем из загружаемого контента «Каменная пленница». Раньше она была гномом из касты воинов, но во времена Каридина пожертвовала своей душой, дабы он создал из неё голема.
Шейла сильна, она владеет особыми способностями, а также она называет протагониста именем «оно». Если в миссии наковальня пустоты вы убиваете Каридина, то она может покинуть ваш отряд.
Проведя долгое время в неподвижном состоянии в роли статуи, Шейла глубоко возненавидела голубей и птиц вообще, ведь всем известно что голуби делают со статуями.
В английской версии игры, Shale (сланец) является нейтральным именем, и глубокий голос голема заставляет всех считать его мужчиной. 
Является одним из героев книги  "Dragon Age: Маска призрака" наряду с Винн.

### Опциональные и временные спутники

#### Йован
Малефикар. В Башне Круга влюбился в одну из священниц, которая рассказала ему, что храмовники намерены сделать его усмирённым за якобы «изучение магии крови». Он попросил неизвестного мага круга, либо вашего протагониста помочь ему, но, в итоге, побег с любимой не удался, его пытались схватить храмовники, но он смог сбежать, нанеся им огромный урон. Его любимую по её же воле заточили в тюрьму. Она не смогла простить Йована за то, что он лгал о своей непричастности к магии крови, а также простить себя за то, что поверила ему и стала соучастницей преступления.
Став отступником, Йован искал пути сохранить себе жизнь. Тогда тейрн Логейн нанял его, отравить эрла Эамона «за предательство Ферелдена». Йовану было обещано покровительство тейрна в случае смерти эрла. Чтобы приблизиться к эрлу, Йован, по просьбе леди Изольды, жены эрла, нанялся работать учителем сына Эамона — Коннора, который оказался магом. Йован выполнил свою часть договора с тейрном и отравил эрла, но из-за вмешательства демона Желания, завладевшего Коннором, Эамон смог выжить. Йована схватили и посадили в подземелье замка эрла по приказу леди Изольды, уверенной, что демона призвал Йован, а тэйрн Логейн, разумеется, о малефикаре быстро забыл.
Судьба Йована оказывается полностью в руках Серого Стража — он может убить его, прогнать, или с его помощью уничтожить демона Коннора через Тень. Дальнейшая судьба Йована зависит от его поступков — если он сбежит, его можно будет встретить на дороге, сражающимся с порождениями тьмы. В другом случае, его либо казнят, либо превратят в Усмирённого.
Согласно создателям игры, Йован первоначально планировался как спутник игрока, но недостаток времени заставил их урезать эту часть игры.

#### Логейн Мак-Тир
Советник и тесть короля Кайлана. Также является Тэйрном Гварена. Тэйрн — очень умный человек и отличный тактик. По происхождению — простолюдин, но за победу над Орлеем и изгнание орлесианских войск из Ферелдена, получил почётный титул от предыдущего короля Ферелдена — Мэрика.
В Битве при Остагаре его задачей было оставаться с небольшим войском в засаде, чтобы неожиданно ударить Порождениям Тьмы во фланг. Сигналом к атаке должен был служить сигнальный огонь, зажжённый на Башне Ишала. Однако когда это произошло, Логейн приказывает отступать, оставляя таким образом короля Кайлана и Серых Стражей на растерзание порождений тьмы. Несмотря на то, что многие — в том числе и ближайший сподвижник главного героя, Серый Страж Алистер — считают поступок Логейна предательством, сам тейрн до последнего утверждает, что это было вынужденной мерой по сохранению войска. Это подтверждают сценаристы Bioware, но, тем не менее, в игре нет доказательств того, что Логейн не оставил короля на смерть намеренно. Возвращаясь в Денерим, он объявил себя регентом при королеве Аноре—его дочери, что вызвало недовольство баннов и эрлов, требовавших, чтобы Логейн отрёкся от престола. Однако тейрн отказался это сделать, тем самым ввергнув Ферелден в гражданскую войну перед лицом надвигающегося Мора. В гибели короля он обвинил Серых Стражей (и, возможно, даже искренне так считал) и объявил охоту на тех из них, что выжили, в том числе и на героев игры. Когда же Серые Стражи начали делать успехи, собирая объединённые войска для борьбы с Мором, эрл Хоу с позволения Логейна нанял Антиванских Воронов — всемирно известных убийц из Антивы, чтобы они избавились от героя.
Точная причина предательства Логейна не совсем ясна, на это могло повлиять множество факторов. Но во главе всех стоит его любовь к Ферелдену, которая его и сгубила. Логейн считает Кайлана королём, недостойным своего королевства. Король Кайлан предстает как молодой, ищущий славы юноша, мечтающий о эпических битвах «как в былые времена». Он постоянно спорит с Логэйном в вопросах стратегии и тактики, а также отвергает разумные тактические комбинации в пользу эффектных и пафосных. Это ставит под удар не только самого короля, но и успех войны в целом. Еще одна причина конфликта заключается в желании Кайлана объединиться для войны с Орлеем, и это по прошествии всего нескольких десятков лет с момента деоккупации Ферелдена. Орлей — это могущественное государство с хорошей армией, готовое предоставить свои войска Ферелдену в борьбе с Мором. Кайлан считает, что союз с Орлеем необходим, в то время как Логэйн, являющийся героем войны за независимость Ферелдена, считает союз с Орлеем предательством страны. Во многом эта ненависть к Орлею ослепила Логейна, тейрн готов был уничтожить людей своего государства и отдать всех порождениям тьмы, лишь бы не впускать в свои земли орлесианцев. После смерти Кайлана Логейн немедленно объявил себя регентом своей дочери-королевы Аноры, закрыл путь орлесианским войскам и в том числе Серым Стражам.
В дополнении «Возвращение в Остагар» в сундуке Кайлана можно найти его переписку с императрицей Орлея, из которой делается вывод, что у Кайлана с ней было взаимное влечение. Масла в огонь подливает и то, что, по слухам, королева Анора страдает бесплодием, на что указывает королю его советник и дядя эрл Эамон. Он же советует расстаться с ней.
Логейна можно назвать не только националистом, но и расистом. Он дал разрешение людям из Тевинтерской Империи уводить эльфов из Эльфинажа Денерима, таким образом разрешив работорговлю на территории свободного Ферелдена. Сам он это оправдывал тем, что от Мора Эльфинаж всё равно не удалось бы спасти, а деньги от работорговли пошли бы на пользу армии.
Таким образом, сам Логэйн считает, что поступает правильно и его единственным желанием является спасение страны. Комментарии по этому поводу даются и сценаристами игры. Кроме того в редакторе игровых ресурсов есть возможность прочитать комментарии разработчиков в диалогах и роликах из игры.
Ближе к концу игры можно взять Логэйна в отряд, сделать его Серым Стражем, но тогда из группы уйдёт Алистер, не желающий прощать «убийцу Дункана и всех остальных Серых Стражей Ферелдена».
В книге «Украденный трон» мы узнаём, что Логэйн раньше был разбойником, а его отец — фермер из Лоттеринга, который потерял свои земли. У Логэйна также был роман с Роуэн, будущей женой Мэрика, но он сам настоял, чтобы Роуэн вернулась к Мэрику ради блага страны.
Во третьей части, Логейн появится если остался жив после событий первой части.

### Прочие персонажи

#### Леди Коутрен
Является командором отряда, несмотря на своё крестьянское происхождение. Правая рука тейрна Логэйна. С её тела можно снять меч из кодекса — Летний меч или Меч Лета.
Леди Коутрен безгранично преданна Логейну. Во время битвы при Остагаре именно она, вместе с Логейном, командовала солдатами МакТира. Впрочем, она не всегда одобряет его поступки и решения: например, когда Логейн отдаст приказ о отступлении, во время штурма Остагара, Коутрен ошарашенно спросит о короле но, после, сердито одёрнув руку, которую схватил Логейн, всё же отведёт войска.
К Эрлу Эамону прибежит служанка королевы Аноры и вас отправят вызволять её. Вы сразитесь с Эрлом Хоу, после чего на вас нападёт Коутрен. Если ваши спутники будут сильны, вы сможете победить её.
Перед Собранием Земель Коутрен попытается остановить Серого Стража силой. Впрочем, если Серый Страж достаточно красноречив, он (или она) может уговорить леди Коутрен отойти. Коутрен, горестно вздохнув, поймёт наконец, во что превратился МакТир, и пропустит Серого Стража.

#### Дункан
Глава Серых Стражей в Ферелдене. Он появляется во всех предысториях игры, вне зависимости какую из них вы выберите. Был ранен огром при Остагаре, потом был рассечен топором гарлока-вожака надвое.
Тем не менее, огр оказывается убит Дунканом.
Тело Дункана, как и других солдат, не было найдено. Скорее всего, порождения тьмы просто сожрали его или, из-за того, что он Серый Страж, сожгли.
Похоже, Дункан в совершенстве владел двумя видами боя: с мечом и кинжалом, и с мечом и щитом. В битве при Остагаре он сражался зачарованными мечом и кинжалом, однако, в тайнике Серых Стражей так же можно найти его щит.
Книга «Зов» раскрывает происхождение Дункана. В юности он был вором-карманником в орлесианских трущобах (хотя сам родом из Ривейна), но был пойман и приговорён, прежде, чем его освободил Серый Страж и принял его в орден (скорее всего из-за этого он и взял в рекруты Давета). Даже после этого Дункан не сразу избавился от привычки хватать всё, что плохо лежит. По окончании книги, командование Стражей назначает его главным Стражем в Ферелдене.

#### Король Кайлан Тейрин
Сын Короля Мэрика, после смерти отца стал новым Королём. Через два месяца после коронации женился на Аноре, дочери тейрна Логейна, советника и лучшего друга Мэрика. Погиб в Битве при Остагаре: его буквально раздавил Огр, впоследствии убитый Дунканом. В загружаемом контенте «Возвращение в Остагар» есть возможность достойно похоронить Кайлана, подвергнув его тело огню, оставить висеть на распятии, сооруженном порождениями тьмы, или же бросить на съедение волкам. Также там можно собрать его доспехи и получить оружие его отца — Клинок Мэрика.
Несмотря на королевское происхождение, Кайлан по сути человек простой, он любит отлынивать от своих обязанностей и проводить время с простыми солдатами или возиться с мабари. В этом он очень схож с Алистером, своим единокровным братом, который тоже предпочитает простую жизнь короне. Этим впоследствии надеется воспользоваться Анора, которая и будучи женой Кайлана практически сама без его помощи управляла государством.
Кайлан Тейрин — человек самонадеянный и нетерпеливый, во многом именно это его и сгубило. Он презрительно отзывался о порождениях тьмы, думая, что орда — просто несколько крупных банд, объединённых в одну армию, но никак не Мор. Кайлан восхищался Серыми Стражами, вознося их мастерство чуть ли не на уровень небес, мечтая, что битва при Остагаре прославит его, как когда-то древних королей, тоже сражавшихся бок о бок с Серыми Стражами. Тогда он не учёл возможность предательства Логейна, впрочем, предвидеть такое не мог никто, кроме самого Логейна.
Кайлан отказался подождать подкреплений от орлесианцев и армии Редклиффа. Впоследствии выясняется, что у Кайлана, возможно, были какие-то чувства к императрице Орлея, причём взаимные.
Кайлан — достаточно опытный воин, он участвовал в битве наравне со своими солдатами. В бою при Остагаре он сражался двуручным клинком, оставив своё главное оружие — клинок Мэрика — в сундуке в королевском анклаве, оставив ключ доверенному солдату.

#### Королева Анора Тейрин (Мак-Тир)
Вдова Кайлана Тейрина. После смерти мужа она формально остаётся правительницей Ферелдена, хотя, на самом деле, власть захватил её отец Логейн МакТир, объявивший себя регентом королевы.
Анора очень умна и расчётлива, именно она правила королевством при короле Кайлане, практически полностью отстранившегося от дел в пользу своих увлечений. По переписке Кайлана, можно сказать, что он не испытывал или же потерял чувства к Аноре, и завёл роман с императрицей Орлея. Саму же Анору не раз подвергали критике, в основном за то, что она так и не родила наследника, несмотря на свой уже не девичий возраст. Многие считают, что она бесплодна, кое-кто даже распространяет слухи, будто проклятие за то, что на трон возвели простолюдинку.
После смерти мужа Анора во многом не поддерживает отца, хотя есть вероятность того, что дело не только в том, что ей не нравится политика Логейна, но и в том, что он попытался отобрать у неё трон. В конечном счёте, если Серый Страж не поддержит её кандидатуру как единовластной королевы или хотя бы будущей жены Алистера, она снова вступится за отца, считая, что лучше делить трон с ним, чем полностью отдать его Алистеру. Также, если Серый Страж — мужчина и наследник рода Кусландов, то он может предложить Аноре выйти за него. Таким образом, Серый Страж станет принцем-консортом, а Алистер избавится от необходимости стать королём. Но Анора откажется от брака с Алистером или же с Серым Стражем, если убить Логейна, не позволив ему стать Серым Стражем.
Появления Аноры в третьей части зависит от событий первой игры.

#### Флемет
Ведьма из Диких земель Коркари, про которую слагают легенды как жители Ферелдена, так и варварские племена, хасинды. Легенд и мифов про неё столько много, что никто уже даже не знает, что из этого правда, а что — выдумка и сказка. Помогает Серым Стражам, объясняя свою помощь собственным страхом перед Мором. В качестве платы за спасение отправляет со Стражами свою дочь Морриган.
Одна из сказок Лелианы повествует о том, как Флемет стала ведьмой из Диких Земель: она мстила своему мужу Коннабару за убийство возлюбленного. В гневе она стала одержима могучим демоном, который уничтожил Коннабара и всех его людей. В легенде упоминается замок Хайевер, который теперь принадлежит роду Кусланд (им может быть Серый Страж — знатный человек). Морриган раскажет эту историю иначе, а позже, в DLC «Охота на ведьм», заявит, что Флемет вовсе не одержимая и даже не человек.
Если Вы найдёте книгу с секретами Флемет в Башне Круга, и отдадите её Морриган, то потом она расскажет вам что было написано в фолианте: тайна бессмертия Флемет. Оказывается, легендарная ведьма вынашивала своих дочерей, выращивала их, растила, а потом убивала, дабы вселяться в их тела с помощью магии. Узнав об этом, Морриган попросит Вас убить свою мать. Впрочем, протагонист может отпустить ведьму, пообещавшую никогда не появляться в Ферелдене.
Во второй части, Флемет (изменив внешность) спасает семью Хоуков во время бегства из Лоттеринга. Взамен она просит Хоука доставить её амулет к долийским эльфам возле Киркуолла, что он(а) и делает спустя год. Эльфы проводят ритуал, который воссоздаёт Флемет. По-видимому, Флемет догадывалась что Морриган попытается её устранить и пустила в действие план чтобы вернуться. С её слов можно судить что Флемет может существовать в нескольких телах одновременно.
Долийские эльфы знают Флемет под именем Аша’белланар — «Женщина Многих Лет», однако Серый Страж-долиец при встрече с Флемет об этом не вспомнит.

#### Рендон Хоу
Аристократ, подопечный и главный приспешник Логэйна. Вырезает весь род Кусландов, чтобы завладеть их землями. Если вы играете за последнего Кусланда, то вы остаётесь последним выжившим (за исключением старшего брата, который появляется в конце игры). Хоу вскоре завладевает и Денеримом, становясь и его эрлом тоже. Отличается жестокостью, любовью к пыткам и уверенностью в своей правоте (его последними словами, когда он гибнет от руки героя, становятся: «Видит Создатель, я не заслужил этого!»).

#### Эамон Геррин
Эрл Редклифа, которого отравляет Йован, но вскоре находится Урна Священного Праха, с помощью которой его вылечивают. Дядя короля Кайлана по матери, старший брат банна Тегана. Женат на леди Изольде, орлесианке, от которой имеет сына Коннора, владеющего магией. Также у эрла была сестра, которая вышла замуж за короля Мэрика. После исцеления помогает Серым Стражам, а также своему воспитаннику Алистеру, которого хочет усадить на трон Ферелдена. Является уважаемым человеком среди знати и простого народа, вторым после Логэйна при дворе. Если Алистер станет королём, Эамон станет ближайшим советником и канцлером королевства.

#### Андрасте
Историческая личность, для сеттинга Dragon Age являющаяся аналогом и Христа, и Жанны д’Арк. В древние времена, всем Тедасом правили магистры — чародеи Тевинтерской империи. Беглая рабыня Андрасте получила видение от Создателя и объединила дикие племена южной части Тедаса (эта территория впоследствии получит название Ферелден), чтобы повести их в Священный поход против Империи. Поход оказался успешным, и южный Тедас был освобождён от гнёта. Но сама Андрасте была предана собственным мужем, ревнующим к её власти и почету, и выдана магистрам, предавшим её костру. В последний миг, архонт Тевинтера Гессариан не выдержал мучений Андрасте и пронзил её мечом, даровав быструю смерть. Прах Андрасте попал в руки одних из основателей Церкви и спрятан в горах. Впоследствии, Андрасте стала великой мученицей, которой обращены почти все молитвы последователей Церкви.
Так же как и христиане в реальном мире, последователи культа Андрасте долгое время были гонимы и малочисленны.

## Dragon Age: Origins – Awakening
В отличие от первой части игры, в дополнении нет как таковых романтических линий, а затягивать какие-либо отношения практически бессмысленно, поскольку большое время уделялось боям, а не сюжетным линиям.

### Андерс
Маг-отступник, которого главный герой встречает во время атаки на Башню Бдения. Он присоединяется к сражению с порождениями тьмы, а после победы его можно защитить от храмовников, приняв в орден Серых Стражей. Он переживет Посвящение и присоединится к отряду. Андерс — не его настоящее имя, а лишь псевдоним, указывающий на происхождение — маг родом из Андерфелса. В Круг он попал уже подростком, а потому так и не смог привыкнуть к царящим там порядкам и поставил рекорд успешных побегов из Башни — семь раз. К счастью, его ни разу не обвиняли в использовании магии крови, и вообще считают хоть и своенравным, но полезным — таланты Андерса лежат в области духовного целительства и стихийной магии.
Этот маг опасается малефикаров и магии крови. Он не желает её изучать, хотя если Вы обучите его ей, или же сами окажитесь таковым, то ничего страшного — отношение Андерса к вам не ухудшится. Андерс не одобряет мятежных настроений многих магов и их идеи восстать против Церкви, однако сам ненавидит храмовников и насмешливо относится к догматам Церкви и самой Андрасте.
У Андерса есть несколько интересов: это украшения, золотые серьги, а также кошки, которых Андерс любит. Он расскажет, что в Круге Магов у него уже был кот, по имени «мистер Пушистиус». Храмовники и Первый Чародей разрешили ухаживать за котом, но вскоре в него вселился демон, храмовникам пришлось убить маленького зверька. Также в детстве маг мечтал о тигре-рыцаре по имени Сэр Ланселап, который разорвёт ненавистных храмовников и вытащит Андерса из башни (в Witch Hunt можно найти рисунки маленького Андерса). Впоследствии Андерс назовёт в честь рыцаря из своих мечтаний котёнка.
Если в Dragon Age: Origins — Awakening оставить его в Башне Бдения перед походом в Амарантайн, на который должны вот вот напасть, и затем не вернуться спасать Башню, он погибнет от стрелы порождения тьмы, попавшей ему в горло, но перед этим убьет около сотни врагов магией.
Сбегает из ордена в Киркволл, где примыкает к отряду Хоука. Он по умолчанию считается принятым в орден Серых Стражей, и дезертиром. Даже если он объявляется погибшим в эпилоге Awakening, это повлияет лишь на пару диалогов с персонажами-камео. Характер Андерса так же сильно меняется — он далеко не так жизнелюбив и эгоистичен, хотя по-прежнему любит кошек и тоскует по сэру Ланселапу, которого забрали Стражи. Это объясняется тем, что Андерс стал сосудом для духа Справедливости, под воздействием его гнева преобразившимся в Месть.
Даже если вы обучали Андерса магии крови в Awakening, во второй части игры он её знать не будет, а также будет неодобрительно относиться к сделкам с демонами и магам крови в целом. По ходу игры Андерс оказывается главным виновником последовавшего восстания магов.

### Веланна
Как и Андерс, Веланна является магом-отступницей, но это объясняется тем, что она одна из клана долийских эльфов. Веланна являлась ученицей Хранителя Клана, а ведь известно, что хранители эльфов способны управлять растениями и корнями деревьев, да и самими деревьями в принципе. Однажды, она не захотела идти за своим кланом, выступив против своего учителя, тогда-то за ней и пошла некоторая часть эльфов. Ведя их к своей цели, отступница не подозревала, что порождения тьмы похитят её сестру, а потом перережут всю оставшуюся часть, раскидав человеческое оружие.
Тогда-то Веланна взбушевалась, начав оживлять деревья в гневе. Она напала на варварские племена, но вскоре приходит герой (героиня), который останавливает ученицу хранителя.
Несмотря ни на что, по своей сути Веланна очень добрая и искренняя (для персонажа эльфа). Она любит разные мемуары, вещи, принадлежащие кланам долийских эльфов. Она также может обучить вас искусству магии хранителей, передав свои знания.

### Мхайри (в оригинале Mhairi)
Её характер так и остался не раскрыт, поскольку она погибает почти в самом начале игры. Мы лишь узнаём о Мхайри, что она раньше была на службе у короля (королевы), неплохо обращается с мечом и щитом, а также восхищается Серыми Стражами.
Эта воительница погибает при обряде Посвящения.

### Натаниэль Хоу
Сын Эрла Рендона Хоу. Когда герой становится командором Серых Стражей и эрлом Амарантайна, Хоу-младший тайно проникает в крепость. Изначально он желает убить Стража, отомстив таким образом за смерть отца и изгнание семьи, однако на месте — возможно, потому, что Страж ещё не прибыл в замок —решает обойтись кражей (с его точки зрения — возвращением в руки законных хозяев) фамильных ценностей. Но его хватает стража замка и, несмотря на отчаянное сопротивление (по словам стражников, чтобы скрутить Натаниэля, понадобилось четыре человека) посажен в темницу. Герою, как новому хозяину замка, необходимо решить его судьбу: казнить, отпустить с миром или призвать в Серые Стражи. В последнем случае он присоединяется к отряду. Если его отпустить при первой встрече, то он вернётся с желанием стать Серым Стражем.
Если вам представится шанс путешествовать по подземельям замка, вы найдёте множество вещей, принадлежавших его семье. Конечно же, они ему понравятся.
Если импортировать в Dragon Аge 2 сохранение, то представится возможность спасти Натаниэля на Глубинных тропах под Киркволлом.

### Огрен Кондрат
В этой части вы встретите и Огрена. С ним ничего не произошло, конечно, кроме того, что он захотел стать Серым Стражем. Пройдя начало, перед вами стоит выбор, оставить ли Огрена?
Если игрок импортирует в модуль своего персонажа из «Начала», Огрен ведет себя в соответствии с изложенной в модуле историей. Однако его отношение к ГГ будет держаться на уровне «нейтрально».
По сравнению с «Началом», Огрен предстает перед нами более хамовитым и развязным что проявляется как в диалогах со Стражем, так и с его спутниками.

### Сигрун
Гном-девушка из Легиона Мёртвых. Она с её отрядом нашли проход в один из гномьих тейгов, которые вы должны будете исследовать вместе с ней. По ходу сюжета узнаём, что Сигрун являлась легионером-разведчиком, что могут переживать самых сильных противников и удары. Сигрун груба, сильна, но очень добра, при этом у неё прекрасно развито чувство юмора.

### Справедливость
Отправившись в путешествие к Тёмным болотам вы наткнётесь на заброшенную деревушку. В ходе прохождения миссии Вас забросит в Тень, где это место вообще не затронуто: ни временем, ни существами. Исследуя, Вы скоро проберётесь в деревню, а там вас ожидает Дух Справедливости. После того, как вы победите ведьму в Тени, Справедливость попадёт в тело мёртвого серого стража, из-за которого вы собственно и отправились на болота. Победив ведьму-демона ещё раз, он попытается найти свой смысл жизни, вот тогда то он может к Вам присоединится.
Кристофф, а точнее уже Справедливость владеет Магией духов, которой вы можете собственно обучиться, но только будучи воином. Чтобы наладить со Справедливостью отношения, надо находить вещи принадлежавшие Кристоффу — он постепенно будет вспоминать отрывки прошлого, пережитые мёртвым серым стражем.

## Dragon Age 2

### Семейство Хоук

#### Протагонист(фамилия Хоук)
Главный герой Dragon Age 2 — человек-беженец из Лотеринга, деревни, полностью уничтоженной порождениями тьмы во время Мора в Ферелдене. После побега из родной деревни, где погиб его (её) отец, мигрирует вместе с семьёй в Кирквол, Город Цепей, входящий в состав Вольной Марки, на родину своей матери Лиандры. Чтобы отработать плату за «вход в Кирквол», нанимается в наёмники либо в контрабандисты. Уже за год становится примечательной личностью в преступных кругах, благодаря чему его (её) замечает Варрик, чей брат устраивает экспедицию на Глубинные тропы. После этой экспедиции Хоук оказывается богатым человеком, за счёт денег и аристократической родословной матери выбивается в Верхний город. Через три года принимает активное участие в защите Кирквола от нападения кунари и эльфов-перебежчиков, чем заслуживает звание Защитника. После этого становится уважаемой личностью, второй по власти после рыцаря-командора Мередит. Ещё через три года Защитник оказывается вовлечён в конфликт между магами и храмовниками Кирквола, разгоревшийся с небывалой силой по вине Андерса. Защитнику приходится поддержать Право уничтожения Мередит и истребить всех магов, либо же помочь магам, сражаться с храмовниками. В первом случае Защитника в итоге попросят стать наместником в Киркволе, в противном, ему придётся бежать из города. В любом случае после этих событий по всему Тедасу начнут восставать Круги магов, а сам Защитник исчезнет по одному ему известной причине.
Является сыном (дочерью) Лиандры Хоук (Амелл), старшим братом (сестрой) Бетани и Карвера.

#### Бетани Хоук
Магесса-отступница, сестра-близнец Карвера Хоука, младшая сестра Хоук(а). Если выбрать специализацию «Маг», она погибает в начале игры. Проводит свободное время в доме дяди Гамлена. Добрая девушка, очень переживающая из-за того, что она отступник, и из-за своей магии в целом. Очень любит своего старшего брата (сестру).
Может стать Серым Стражем в экспедиции на Глубинных тропах (если в партии есть Андерс, в противном случае она умрёт), если же Вы не взяли её с собой в экспедицию, её заберут в Круг магов.

#### Карвер Хоук
Воин, брат-близнец Бетани Хоук, младший брат Гаррета/Мариан Хоук. Предпочитает двуручные мечи. Если выбрать специализацию «Воин» или «Разбойник», погибает в начале игры. Проводит свободное время в доме дяди Гамлена. Карвера отличает скверный характер, он часто ноет по тем или иным причинам, редко бывает доволен. Он завидует таланту своего брата (сестры) и во всём с ним (ней) пререкается. В этом отношении он немного сблизился с Варриком, тоже младшим братом, которому приходится подчиняться старшему, хотя Варрик предпочитает воспринимать свою ситуацию с иронией.
Может стать Серым Стражем в экспедиции на Глубинных тропах (если в партии есть Андерс, в противном случае он умрёт), если же Вы не взяли его с собой в экспедицию, он сбежит из дома и станет храмовником.

#### Лиандра Хоук (Амелл)
Мать Хоука, Бетани и Карвера. Является дворянкой Кирквола и главной наследницей дома Амелл, но покинула дом и бежала в Ферелден, чтобы выйти замуж за мага-отступника Малькольма Хоука. В семье Амеллов тоже были маги.
Погибает на четвёртом году новой жизни в Киркволе от руки сумасшедшего мага крови, который собирал из частей тел различных женщин зомби, напоминающую его умершую любимую.

### Спутники Хоук(а)

#### Варрик Тетрас
Гном-наземник из орзаммарской касты кузнецов. Друг или соперник Хоука. Разбойник, специализация: арбалетчик. Именно от лица Варрика ведётся повествование второй части Dragon Age. Снимает комнату в таверне «Висельник». Последнюю считает своим родным домом и не представляет свою жизнь без неё.
У него есть брат Бартранд, вместе с котором Варрик и Хоук отправляются в экспедицию на Глубинные тропы. В итоге, Бартрандом овладевает демон и заставляет запереть собственного брата и его друзей в забытом тейге. Им удаётся выбраться, но Варрик навсегда теряет доверие к брату.
Имеет фанатическую любовь к своему арбалету, которого называет «Бьянкой» (явный намек на игру «Assassin`s Creed II» — там также присутствовал персонаж, который своё оружие называл «Бьянкой»). Позже раскрывается что этот арбалет — уникальный. Его сконструировал бывший товарищ Варрика пытаясь создать автоматический арбалет. «Бьянка» — единственный рабочий экземпляр.

#### Авелин Валлен (в девичестве Дю Лак, опционально Хендир)
Девушка-воин, специализируется на мече и щите, была в рядах войск Кайлана, уничтоженных при Остагаре. Вдова храмовника Уэсли. Не исключено, что прототипом Авелин стала легенда о первой девушке-воительнице Авелин, рассказанная в Dragon Age Лелианой, или прочитанная в Кодексе. Живёт в казармах городской стражи.
В начале игры её муж-храмовник Уэсли Валлен заражается скверной и просит убить его прежде, чем превратиться в крикуна. Игрок может сделать это сам или позволить Авелин, но если он сделает это сам, то Авелин на него может обидеться, а вот если выбрать фразу: «…Твой муж тебе и решать…», — то она будет благодарна. В похожих случаях также предоставьте решать родственникам или друзьям (исключение — когда Андерс спрашивает о Карле, посоветуйте его убить).
В Кирволе Авелин быстро пробивается в люди, вступив в городскую стражу. При поддержке Хоука она может найти доказательства предательства капитана городской стражи и впоследствии занять его место. Также, не без помощи Хоука, Авелин неуклюже, но добьётся расположения стражника Донника и выйдет за него замуж.
У Авелин очень твёрдый характер, она не любит противозаконные действия любых видов и старается их жёстко пресекать. Но, с другой стороны, она показала себя весьма застенчивой и довольно неуклюжей во время ухаживаний за Донником, если бы Хоук напрямую не высказал ему её чувства, возможно, Авелин бы так и осталась одинокой.

#### Изабела
Разбойница-дуэлянтка из Ривейна, пират, бывшая капитан пиратского судна. Встречается также и в первой части, где может обучить протагониста специализации дуэлянта. В бою предпочитает два кинжала. Проводит свободное время, попивая спиртное в «Висельнике».
Изабела — свободолюбивая и распутная особа. У неё слабость к симпатичным и сильным мужчинам, которым не приходится долго её уговаривать на «близкие отношения». В Киркволле она оказалась по несчастливой случайности. Ей заказали украсть священную книгу кунари, те же погнались за её кораблём, но бой и невовремя налетевший шторм уничтожил корабли и Изабелы, и кунари. В итоге именно Изабела стала ответственной за появление кунари в городе.
Является одним из возможных любовных интересов для мужчины и для женщины.

#### Фенрис
Эльф-раб Тевинтерского магистра и мага Данариуса, потерявший память и физически изменённый из-за воздействия лириума. Воин, специализирующийся на двуручном оружии.
Настоящее имя Фенриса — Лито. Он по собственной воле согласился стать частью эксперимента Данариуса с лириумом, взамен получив свободу от рабства для своих матери и сестры Вараньи. Данариус вживил в кожу Фенриса лириум, создав что-то вроде вен-татуировок, по которым вместо крови течёт лириум. Фенрис утверждает, что из-за невыносимой боли, сопровождавшей ритуал, он потерял память о прежней жизни; однако, возможно, его память была стёрта специально, чтобы исключить возможно бунта со стороны раба. Лириум усилил его физические возможности, заодно дав новые, магические — Фенрис умеет делать своё тело частично нематериальным, что позволяет ему уклоняться от ударов в бою и убивать людей голыми руками (что он демонстрирует несколько раз за игру, вырывая у своих противников сердце). Так эльф стал рабом-телохранителем Данариуса. Однажды Данариусу из-за того, что на корабле не хватило места, пришлось бросить Фенриса умирать на острове, захваченном кунари. Там эльфа нашли воины тумана, свободные люди, не подчиняющиеся ничьим приказам. С ними Фенрис впервые узнал, что такое свобода, но скоро Данариус его нашёл и приказал убить всех воинов, что и сделал Фенрис, не в силах чисто психологически противиться приказу хозяина. Но именно в этот момент жизнь перевернулась: он понял, что больше не желает быть рабом, и бежал. Побег удался прежде всего потому, что Данариус не ожидал такого поступка от прежде абсолютно покорного раба. Раз за разом он посылал убийц, которые должны были вернуть ему «убежавшую собственность», однако Фенрис каждый раз расправлялся с ними и бежал в другой город, чтобы скрыться от преследователей. Во время одного из таких сражений Фенрис знакомится с Хоуком и обретает первого за всё время своей свободы друга. С помощью Хоука он расправляется со слугами Данариуса, а потом и с ним самим. Однако Хоук также может отказать Фенрису в защите и отдать Данариусу. Сломанный таким предательством эльф сдастся без сопротивления, а позже Хоук получит от Данариуса письмо с благодарностью за возврат раба и сообщением о том, что Фенрису вновь стёрли память и он вновь стал покорен.
Из-за потери памяти психологически Фенрис находится в возрасте подростка. Он замкнут, задумчив, и с трудом контролирует ярость. Ненавидит магов, считая, что их дар — проклятье, и нет жертвы, на которую бы маг не пошёл ради могущества. Больше всего Фенрис желает быть свободным, однако, даже сбежав от хозяина, остаётся рабом собственной ненависти, и непроизвольно ищет того, чьи приказы он может выполнять.
Живёт в Верхнем городе в бывшем особняке Данариуса. Является возможным любовным интересом для женщины и для мужчины.

#### Андерс
Маг-отступник, а также Серый Страж из первого официального дополнения к Dragon Age. Специализируется на целительной магии. Бежал из Ферелдена, не желая больше иметь дело со Стражами. Заключил сделку со Справедливостью и стал его вместилищем. Он это объясняет тем, что ему хотелось, чтобы добрый дух имел нормальное тело, не труп и не захваченное силой, а тело, добровольно принявшее его. К сожалению, Андерс не заметил, что Справедливость уже со времён работы с Героем Ферелдена стал проявлять желание мести. Смешавшись с чувствами самого Андерса, Справедливость вобрал в себя всю ненависть Андерса к храмовникам и в общем к положению магов и превратился в демона Мести (чем-то это напоминает историю Заратоса из «Духа Возмездия»).
Живёт в трущобах Кирквола, где содержит подпольную клинику и не скрывает, что он маг. Проявляет большое недовольство политикой Мередит, желая изменить жизнь магов. В итоге, именно он начинает войну между магами и храмовниками, уничтожив Церковь и убив Преподобную Мать Кирквола.
Андерс довольно сильно изменился со времён своих приключений с Героем Ферелдена. Вместо легкомысленного и язвительного мага, заглядывающегося на девушек, он стал мстительным убийцей. Возможно, виной тому Месть, из-за которого Андерс порой не может держать себя в руках и готов идти даже на необъяснимые убийства. Андерс очень скучает по сэру Ланселапу, своему котенку, которого ему подарил Герой, но которого, по приказу Стражей, ему пришлось отдать знакомому.
Андерс является одним из возможных любовных интересов для мужчины и для женщины.

#### Мерриль
Долийка-изгнанница, маг крови, являющаяся временной спутницей Стража эльфа-долийца из первой части игры. Использует магию крови и не видит в этом ничего плохого. Но именно магия крови сделала её изгоем в собственном клане. Она должна была стать следующей хранительницей своего клана, унаследовав титул от Маретари. Но Мерриль пошла путём, который не понравился её соплеменникам. Сама же она считает себя верной последовательницей наследия своих предков. Она мечтает вернуть утерянные знания эльфов, в первую очередь, восстановив зеркало, которое использовалось для переговоров на расстоянии. Чтобы очистить его, она и стала магом крови и попросила помощь у демона. В итоге, этот демон попытается захватить её тело, но Маретари успеет запечатать его в собственном теле так, что Мерриль пришлось её убить. Это может привести к полному уничтожению клана Мерриль или же её вечному изгнанию.
Мерриль немного легкомысленна, совсем не воспринимает намёки и принимает всерьёз все шутки. Живёт в эльфинаже Кирквола, где показала себя весьма плохой хозяйкой. Она — возможный любовный интерес для мужчины и для женщины.

#### Себастьян Вэль
Себастьян Вэль (DLC «The Exiled Prince») — будущий правитель соседнего княжества Старкхэвен. Разбойник, мастер лука.
Себастьян — поначалу младший сын правящего клана, чьи надежды на трон были минимальны. Он не стал бороться за несбыточное и принял обет в Церкви. Но скоро он узнал, что вся его семья была жестока убита по заказу неизвестных. Он просит наёмников убить клан, что совершил убийство, и за дело берётся Хоук. Впоследствии Хоук и дальше помогает Вэлю найти семью, нанявших убийц, а также выяснить, что те стали жертвами честолюбивых желаний матери благородного семейства и демона Желания.
Проводит свободное время в Церкви. Является романтическим интересом для женщины-Хоук.
Если отказаться казнить Андерса за уничтожение церкви и убийство невинных, уходит в Старкхевен, обещая собрать армию и вернуться, чтобы показать Андерсу «настоящую справедливость».

#### Другие персонажи
Рыцарь-командор Мередит Станнард — глава храмовников Кирквола, люто ненавидит магию и старается всеми силами притеснять магов. В итоге, оказывается захваченной тем же демоном, что и Бартранд, что сводит её с ума.
Орсино — Первый чародей Круга магов города Кирквол. Эльф. Не боится выступать против Мередит, он не конфликтен, но из-за притеснений Мередит начинает восставать. В конце он вынуждает себя применить магию крови, чтобы воскресить своих любимых учеников.
Флемет — могущественная ведьма из первой части. Во второй части объясняется, как она смогла спастись, хотя Герой убил её в первой части по просьбе Морриган.
Кассандра Пентагаст — женщина-Искатель истины, играет повествовательную роль, как и Варрик. В третьей части присоединяется к Инквизиции, спутник протагониста.
Аришок — предводитель кунари, потерпевших кораблекрушение возле Кирквола и основавших своё собственное гетто. Считает весь город и его жителей недостойными и прогнившими из-за низменных желаний, нуждающимися в чистке. Свято следует учениям Куна — центральной философии кунари. «Аришок» — военный титул, а не имя, но для кунари это одно и то же. Один из трейлеров игры показывает битву между Аришоком и Хоуком.
Бартранд Тетрас — старший брат Варрика, организующий экспедицию на Глубинные тропы. Сходит с ума из-за демона в лириумном идоле. В итоге, может быть убит братом.
Гамлен Амелл — дядя Хоука по матери. Продал поместье Амеллов в Киркволе, проиграв всё в карты. Проводит много времени в борделе «Цветущая роза».

## Dragon Age Inquisition

### Спутники инквизитора

#### Кассандра Пентагаст
Искательница Истины родом из Неварры, правая рука Верховной Жрицы Джустинии V и возможная новая Верховная Жрица. Одна из основательниц новой Инквизиции. Возможный романтический интерес для инквизитора-мужчины.

#### Железный Бык
Наемник-кунари, агент Бен-Хазрат (в зависимости от действий инквизитора может стать тал-васготом), присоединившийся к Инквизиции. Романтический интерес для инквизитора любого пола и расы.

#### Блэкволл
Ранее известный как Том Ренье, он назвался Серым Стражем и присоединился к Инквизиции. Романтический интерес для инквизитора-женщины любой расы.

#### Сэра
Эльфийка-лучница, одна из Рыжих Дженни. Возможен роман только с инквизитором-женщиной.

#### Варрик Тетрас
Известный из второй части игры писатель-гном и друг Хоук(а).

#### Коул
Дух Сострадания, вселившийся в мага-отступника, является главным героем книги "Призрак Белого Шпиля". В зависимости от действий инквизитора может стать больше духом или больше человеком.

#### Вивьен де Фер
Старший чародей Орлейского круга магов, опционально новая Главная Жрица.

#### Дориан Павус
Тевинтерский маг-аристократ. Романтические отношения возможны только к инквизитором-мужчиной любой расы.

#### Солас
Маг-отступник, никогда не живший среди долийцев. Возможный романтический интерес для инквизитора-эльфийки.

#### Жозефина Монтилье
Посол инквизиции и старая подруга Лелианы. Одна из трех советников. Романтический интерес для инквизитора любого пола и расы.

#### Каллен Стентон Резерфорд
Его можно было встретить в Dragon Age Origins и Dragon Age II. Бывший храмовник, присоединившийся к Инквизиции и ставший одним из трех советников. Любовный интерес для инквизитора-женщины людской и эльфийском рас.

#### Лелиана
Одна из спутников Героя Ферелдена, орлесианский бард в Dragon Age Origin и второстепенный персонаж в Dragon Age II. Известна как Сестра Соловей и левая рука Верховной Жрицы Джустинии V. Опционально новая Верховная Жрица.

#### Дагна
Женщина гном из касты кузнецов, ставшая специалистом по рунам в Инквизиции.

#### Хардинг
Женщина гном, командир разветчиков Инквизиции.

#### Фиона
Эльфийка-маг, Серый Страж из Орлея, Великий Чародей и мать Алистера Тейрина.

#### Ралей Самсон
Бывший храмовник, присоединившийся к Корифею. Его можно было встретить в Dragon Age II.